# Giorgi Sakandelidze
Giorgi Sakandelidze (gruz. გიორგი საკანდელიძე ;ur. 29 marca 1990) – gruziński, a od 2018 katarski zapaśnik startujący w stylu wolnym. Zajął 22. miejsce na mistrzostwach świata w 2014. Wicemistrz Azji w 2018. Jedenasty na igrzyskach wojskowych w 2019. Trzeci w Pucharze Świata w 2011 i dziewiąty w 2014. Drugi na MŚ juniorów w 2009, a trzeci w 2010. Mistrz Europy w 2010 i drugi w 2009 roku.